# Mittiganahalli, Malur
Mittiganahalli là một làng thuộc tehsil Malur, huyện Kolar, bang Karnataka, Ấn Độ.